# مكتب الأمم المتحدة المتكامل لبناء السلام في سيراليون
أنشأ مجلس الأمن مكتب الأمم المتحدة المتكامل لبناء السلام في سيراليون في عام 2008 لتقديم الدعم إلى حكومة سيراليون في تحديد وحل التوترات والتهديدات المحتملة للنزاع، ورصد حقوق الإنسان وتعزيزها، وتعزيزه إصلاحات الحكم الرشيد. سافر الأمين العام السابق للأمم المتحدة بان كي مون إلى فريتاون، سيراليون للاحتفال بإغلاق المكتب، الذي انتهى رسميًا في 31 مارس 2014. 